# Médium saignant
 (décembre 2021).
La mise en forme du texte ne suit pas les recommandations de Wikipédia : il faut le « wikifier ».
Les points d'amélioration suivants sont les cas les plus fréquents. Le détail des points à revoir est peut-être précisé sur la page de discussion.
- Les titres sont pré-formatés par le logiciel. Ils ne sont ni en capitales, ni en gras.
- Le texte ne doit pas être écrit en capitales (les noms de famille non plus), ni en gras, ni en italique, ni en « petit »…
- Le gras n'est utilisé que pour surligner le titre de l'article dans l'introduction, une seule fois.
- L'italique est rarement utilisé : mots en langue étrangère, titres d'œuvres, noms de bateaux, etc.
- Les citations ne sont pas en italique mais en corps de texte normal. Elles sont entourées par des guillemets français : « et ».
- Les listes à puces sont à éviter, des paragraphes rédigés étant largement préférés. Les tableaux sont à réserver à la présentation de données structurées (résultats, etc.).
- Les appels de note de bas de page (petits chiffres en exposant, introduits par l'outil «  Source ») sont à placer entre la fin de phrase et le point final[comme ça].
- Les liens internes (vers d'autres articles de Wikipédia) sont à choisir avec parcimonie. Créez des liens vers des articles approfondissant le sujet. Les termes génériques sans rapport avec le sujet sont à éviter, ainsi que les répétitions de liens vers un même terme.
- Les liens externes sont à placer uniquement dans une section « Liens externes », à la fin de l'article. Ces liens sont à choisir avec parcimonie suivant les règles définies. Si un lien sert de source à l'article, son insertion dans le texte est à faire par les notes de bas de page.
- La présentation des références doit suivre les conventions bibliographiques. Il est recommandé d'utiliser les modèles {{Ouvrage}}, {{Chapitre}}, {{Article}}, {{Lien web}} et/ou {{Bibliographie}}. Le mode d'édition visuel peut mettre en forme automatiquement les références.
- Insérer une infobox (cadre d'informations à droite) n'est pas obligatoire pour parachever la mise en page.

Pour une aide détaillée, merci de consulter Aide:Wikification.
Si vous pensez que ces points ont été résolus, vous pouvez retirer ce bandeau et améliorer la mise en forme d'un autre article.
 (décembre 2021).
Médium saignant est une pièce de théâtre de Françoise Loranger parue en 1970.
Cinquième et dernière pièce de Françoise Loranger, Médium saignant est publiée en septembre 1970. (Loranger, 1970a : 142)[Quoi ?] La pièce avait déjà été adaptée dès le 16 janvier de la même année au théâtre de la Comédie-Canadienne. (Loranger, 1970b : 19)[Quoi ?] Loranger, bien que l’ensemble de son œuvre soit puissant et représente bien son temps, n’est plus rejouée au théâtre de nos jours. Elle tient des discours tranchants et très précis par la bouche de ses personnages et en cela, elle garde ouverte à travers son écriture une fenêtre sur son temps. Les thématiques de la peur, de la prise de conscience et de l’affirmation de soi sont au cœur de son œuvre. « Françoise Loranger s'inscrit dans une dramaturgie traditionnelle, le centre ou la base de l'action demeurant une structure conflictuelle soutenue par l'antagonisme des êtres dont le langage, les passions, les sentiments sont de type traditionnel. » (Le Blanc, 1977 : 34)[Quoi ?]

## Contexte sociohistorique
En 1969, la loi 63 entre en vigueur au Québec. Ancêtre de la loi 101, cette loi dispose que « le ministre de l'Éducation doit s'assurer que les enfants recevant leur enseignement en anglais acquièrent "une connaissance d'usage de la langue française’’ et exiger que les immigrants ‘’acquièrent dès leur arrivée ou même avant qu'(ils) quittent leur pays d'origine la connaissance de la langue française’’. » Il y a alors une énorme vague de protestation de la part des milieux anglophone et francophone, d’une part contre la sévérité de la loi, et d’autre part contre le laxisme dont la loi fait preuve. Le Québec est une fois de plus divisé et cette fois, les immigrants rejoignent le côté anglophone. En effet, les immigrants trouvaient injustes les mesures qui les empêchaient de choisir la langue qui leur serait la plus profitable en Amérique du Nord. (Hudon, 2006)[Quoi ?] C’est en réaction aux polémiques que Françoise Loranger écrit sa pièce Médium saignant.

## Argument
C’est dans un centre culturel fictif de Montréal que la prochaine réunion du conseil de la ville doit avoir lieu, l’hôtel de ville étant en réparation. Rapidement, la question linguistique est abordée. En effet, c’est par un souci de traduire chaque information en anglais pour un Asiatique anglophone que les membres du conseil de la ville décident de mettre le sujet sur la table. S’ensuit une discussion à laquelle citoyens, francophones comme anglophones, d’ascendances canadiennes, asiatiques ou italiennes se joignent pour créer un débat qui dépasse de loin la juridiction de la municipalité.

## La première production et la deuxième
Peu d’informations nous sont parvenues de la première production en 1970 avec Yvan Canuel à la mise en scène. En revanche, c’est le 15 novembre 1976, soit la journée des élections provinciales durant laquelle le Parti québécois est monté pour la première fois au pouvoir, qu’a lieu la première soirée de la deuxième production théâtrale, encore une fois mise en scène par Yvan Canuel. Cette production, jouée au théâtre Port Royal de la Place des arts, reprend pour une deuxième fois Jean Duceppe dans le rôle de Ouellette, Rolland Damour, Roger Garand, Jacques Galipeau, Alpha Boucher et Madelaine Langlois dans la distribution, soit dans le même rôle ou, pour Roger Garant, dans le rôle du greffier.(Rappels, consulté le 29 novembre 2021)[Quoi ?]
Dans cette seconde production, d’ailleurs appelée Médium Saignant (revisited), Loranger est appelée à retoucher le texte afin de changer certains passages qui étaient rendus trop sensibles et même de retirer la fin complètement. La fin pouvant être résumée à une catharsis permettant de passer à travers la peur et la haine des autres, comme les Anglais, les Français, les hommes, les femmes, les Québécois, les néocanadiens et même de soi, il est donc sous-entendu que les différents membres de la communauté de la province de Québec ont réussi à passer à travers leur catharsis lors de la première soirée de représentation, qui était aussi la journée que le Parti québécois a pris le pouvoir.(Dionne, 1977 : 24)[Quoi ?]

« Un autre scandale éclata lorsque la même salle présenta Médium saignant en 1970, spectacle que reprit la Compagnie Jean Duceppe en 1976. Cette pièce en forme d'exutoire, basée sur les tensions linguistiques entre anglophones et francophones dans un quartier italien de la banlieue de Montréal, eut le don de réveiller les passions et d'attiser un feu nationaliste qui ne fut probablement pas étranger à la prise du pouvoir par le Parti québécois en novembre 1976. »

— Vaïs, 1995 : 189

« L’une des forces du texte de Françoise Loranger ne réside pas tant dans sa forme ou dans ses personnages, mais bien dans le fait que son théâtre porte à l’action, à la mobilisation, bref, incite à agir dans le réel. »

— Dansereau, 2017 : 23
Il n’y a aucune autre trace d’autres productions réalisées depuis 1976. Le danger de jouer cette pièce la journée des élections du P.Q. a relié ces deux entités ensemble. Les deux pertes référendaires ayant renfermé les Québécois sur eux-mêmes, ils se sont tournés vers d’autres types d’écritures et pour l’instant, l’intérêt d’une telle pièce, bien qu’elle ne se démente pas, ne sera pas ce qui la fera être rejouée prochainement. La pièce semble avoir sombré dans l’oubli, mais des articles universitaires en parlaient encore récemment. Le cadre historique de la pièce était très précis et déjà six ans plus tard, Loranger devait modifier de larges passages du texte dramaturgique de base. Cette pièce est représentative d’un moment, d’un état d’esprit important pour l’histoire du Québec et ouvre une fenêtre historique sur ce temps loin d’être oublié.